# Битка код Довера
Битка код Довера је поморска битка која се одвила 19. маја 1652 (29. маја 1652 по Грегоријанксом календару). То је био први сукоб током Првог англо-холандског поморског рата између морнарица комонвелта Енглеске и уједињених провинција Холандије.

## Ситуација пред битку
Холандска флота од 42 ратна брода под командом адмирала Мартена Тромпа, усидрила се упркос енглеском противљењу, 28. маја 1652. г. испред Довера, због невремена које је беснело дуж обала Фландрије. Обавештен о овоме енглески „генерал на мору“ Роберт Блејк са 11 ратних бродова и једним трговачким бродом појавио се следећег дана, 29. маја испред Довера, због чега је Тромп отпловио према Калеу.
Током пловидбе ка француској обали био је обавештен да су Енглези запленили један брод из холандског конвоја који је управо пристизао са запада, адмирал Тромп је окренуо флоту у сусрет конвоју и том приликом поново дошао у додир са Блејком.

## Битка
Пожурујући одавање почасти енглеској застави топовским пуцњима, Енглези су и поред прецизних промашаја погодили Тромпов адмиралски брод, на шта је Тромп отворио ватру из свих топова на боку свог брода. Због тога се око 16:00 часова распламсао бој. Бројно јача холандска флота бољим маневрисањем довела је Блејка у тешку ситауцију. Спасила га је помоћ од седам ратних и два трговачка брода који су пристигли из Даунаса, и ударили у бок Холанђанима при том успевши да им заробе два брода.
У 20:00 часова Тромп је прекинуо борбу и одједрио према француској обали.

## Последице битке
Овај бој је изазвао велико узбуђење у обе земље и био је непосредан повод за рат. У Холандији је овај пораз изазвао додатно велико разочарење у флоту а нарочито у главнокомадујућег адмирала Мартена Тромпа јер поред ове изгубљене битке није могао да спречи ни уништење скоро целе рибарске флоте пред Оркнијским острвима нити уништење великог конвоја пред Калеом. Сумљичење које су републиканци износили против оранца Тромпа, набеђујући га да је изазвао Енглезе испред Довера при поздраву заставом и тако довео до рата довело је до неговог отпуштања са места главнокомандујућед адмирала.
Још док је адмирала Тромп био на мору, приморске провинције су се обратиле Михил де Ројтеру са молбом да прихвати команду над новоформираном ескадром од 36 бродова која је требало да отпрати конвој од 60 трговачких бродова до западног излаза из Ламанша, а одатле други да допрати до холандске обале. Де Ројтер је прво одбио ову понуду је му је даље ратовање са Енглеском изгледало безизлазно. Али када су представници провинција апеловали на његову љубав према отаџбинио, он се ипак одазвао позиву.